# Karl Kriebel (General)

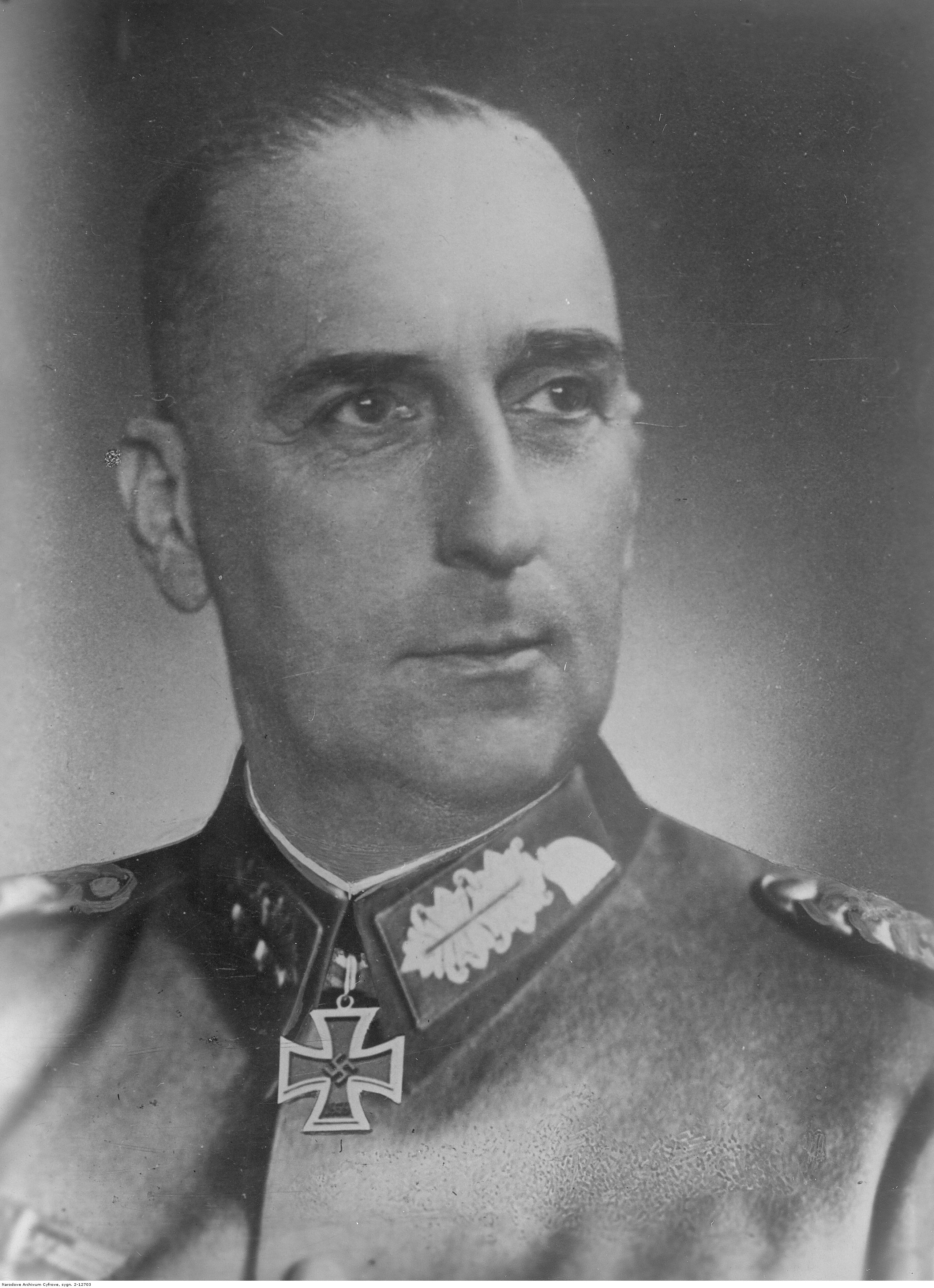
Generalmajor Karl Kriebel (Juli 1940).

Karl Kriebel (* 26. Februar 1888 in Metz; † 28. November 1961 in Aufkirchen) war ein deutscher General der Infanterie im Zweiten Weltkrieg.

## Familie
Karl Kriebel war ein Sohn des gleichnamigen bayerischen Generalmajors Karl Kriebel (1834–1895). Der Generalmajor Friedrich von Kriebel (1879–1964) und der Offizier, Freikorpsführer, SA-Obergruppenführer, Diplomat und NSDAP-Politiker Hermann Kriebel (1876–1941) waren seine Brüder.

## Leben
Kriebel trat nach dem Besuch des Kadettenkorps am 7. Juli 1907 als Fähnrich in das 1. Infanterie-Regiment „König“ der Bayerischen Armee ein. Nachdem er die Kriegsschule vom 22. April 1908 bis 25. April 1909 erfolgreich absolviert hatte, wurde er am 26. Mai 1909 zum Leutnant befördert. Bei Ausbruch des Ersten Weltkrieges rückte er als Regimentsadjutant an die Westfront, verblieb hier in verschiedenen Dienststellungen bis Kriegsende und wurde zwischenzeitlich am 19. Mai 1915 zum Oberleutnant sowie am 22. März 1918 zum Hauptmann befördert. Für sein Wirken erhielt er neben beiden Klassen des Eisernen Kreuzes den Bayerischen Militärverdienstorden IV. Klasse mit Schwertern und mit Krone.
Nach Kriegsende erfolgte seine Übernahme in die Reichswehr. Vom 20. März 1920 bis 1. Oktober 1921 fungierte Kriebel als Chef der 19. (Bayerisches) Infanterie-Regiment und versah anschließend seinen Dienst im Stab der 7. (Bayerische) Division in München. Er kam am 1. Oktober 1922 in das Reichswehrministerium und wurde ein Jahr später nach München zurück versetzt. Für vier Jahre erfolgte dann am 1. Oktober 1924 seine Versetzung zum Stab der 2. Kavalleriedivision nach Breslau. Bis 1. Oktober 1929 war Kriebel dann wieder im Reichswehrministerium tätig und wurde am 1. Juli 1929 zum Major befördert. Hier verblieb er wiederum ein Jahr, kam in den Stab des Gruppenkommando 1 nach Berlin und wechselte am 1. Oktober 1930 für vier Jahre in den Stab der 4. Division in Dresden. Am 1. Oktober 1933 beförderte man ihn zum Oberstleutnant und als solcher war er für einen Monat vom 1. Oktober bis 1. November 1934 Kommandeur des I. Bataillons des 19. (Bayerisches) Infanterie-Regiments in München. Anschließend erfolgte seine abermalige Versetzung in das Reichswehrministerium. Dort war er bis zum 1. Oktober 1936 als Referent in der Abteilung T 3 tätig und wurde in der Zwischenzeit am 1. September 1935 zum Oberst befördert. Am 1. Oktober 1936 erfolgte seine Ernennung zum Chef des Stabes beim Inspekteur der Kriegsschulen (In 1) und ab 1. März 1938 wurde er als Kommandeur der Kriegsschule Dresden eingesetzt. In dieser Funktion erfolgte die Beförderung zum Generalmajor am 1. April 1939.
Vor dem Beginn des Zweiten Weltkrieges übernahm Kriebel am 26. August 1939 die 56. Infanterie-Division, mit der er erstmals im Westfeldzug 1940 zum Einsatz kam und er am 4. Juli 1940 mit dem Ritterkreuz des Eisernen Kreuzes ausgezeichnet wurde. Das Kommando gab Kriebel am 24. Juli 1940 wieder ab, übernahm die 46. Infanterie-Division und wurde am 1. August 1940 zum Generalleutnant befördert. Mit dem Verband wurde er zunächst im Balkanfeldzug eingesetzt. Diese führte er dann auch im Sommer 1941 beim Ostfeldzug beim Angriff auf Südrussland. Vom 16. Dezember 1941 bis 15. Juli 1942 wurde Kriebel zur Verfügung des OKH gestellt und dann zum Wehrersatz-Inspekteur von Nürnberg ernannt. Am 1. April 1943 wurde er unter gleichzeitiger Beförderung zum General der Infanterie zum Kommandierenden General des Stellvertretenden Generalkommando VII. Armeekorps in München ernannt. Damit wurde er auch zum Befehlshaber von Wehrkreis VII mit Sitz in München.
Nach dem Attentat vom 20. Juli 1944 gehörte er im August 1944 als Vertreter mit zum Ehrenhof der Wehrmacht, welcher die beschuldigten Offiziere aus der Wehrmacht ausstieß und diese damit in den Zugriff vom Volksgerichtshof brachten.
Vom 12. April 1945 bis Kriegsende war Kriebel der Führerreserve zugeteilt und geriet dann in US-amerikanische Kriegsgefangenschaft, aus der er 1947 entlassen wurde.